# Храмцов Максим Сергійович
Максим Сергійович Храмцов (рос. Максим Сергеевич Храмцов, нар. 12 січня 1998) — російський тхеквондист, олімпійський чемпіон 2020 року, чемпіон світу та Європи.
Відібраний як "нейтральний" спортсмен для участі в Олімпіаді 2024 року в Парижі, однак підтримує агресивну війну, розв'язану РФ проти України, що заборонено правилами.

## Виступи на Олімпіадах
| Олімпіада  | Дисципліна | Місце |
| ---------- | ---------- | ----- |
| Токіо 2020 | до 80 кг   | 1     |

## Зовнішні посилання
- Максим Храмцов [Архівовано 17 травня 2021 у Wayback Machine.] на сайті taekwondodata.com.